# Jean Nicolet
Jean Nicolet, sieur de Belleborne (1598 Cherbourg – 28. října 1642 Sillery) byl francouzský obchodník a průzkumník severoamerického vnitrozemí.  
Byl synem královského postiliona Thomase Nicoleta. Ve dvaceti letech odešel do Nové Francie a vstoupil do služeb společnosti Compagnie des Marchands. Guvernér Samuel de Champlain ho poslal na ostrov Allumette, aby se naučil jazyku domorodců. Po návratu působil jako tlumočník a obchodník s kožešinami (coureur des bois). Žil také u Nipissingů a měl dceru s indiánskou ženou.
Byl přesvědčený katolík a stoupenec ancien régime, proto v době, kdy Québec ovládl David Kirke, odmítl pracovat pro nové pány a dal přednost pobytu mezi Hurony.
V roce 1634 byl vyslán do oblasti Velkých jezer, aby sjednal mír s místním kmenem Ho-Chunk. Byl prvním Evropanem na území Wisconsinu a po řece Fox River pronikl k Green Bay. Podle dřívějších historiků Nicolet hledal cestu z Michiganského jezera k Tichému oceánu a dál do Číny, novější bádání však tuto představu odmítají.
Po návratu z cest se usadil na statku nedaleko Trois-Rivières, oženil se s Francouzkou a měl dvě děti. Zemřel ve věku 44 let, kdy se utopil v řece svatého Vavřince.
Nicoletův příchod k Ho-Chunkům se stal námětem obrazu Edwina Willarda Deminga. Je po něm pojmenováno město Nicolet a chráněné území Chequamegon–Nicolet National Forest.